# Liga Femenina de baloncesto 2013-14
La temporada 2013-14 de la Liga Femenina fue la 51.ª temporada de la liga femenina de baloncesto. Se inició el 12 de octubre de 2013 y acabó el 29 de marzo de 2014. Los playoffs empezaron el 5 de abril y acabaron el 23 de abril, dando el título al Rivas Ecópolis, quien ganó al Perfumerías Avenida en los playoffs 2-0.

## Clubes participantes
| Equipo                          | Ciudad            | Posición 2012-2013 |
| ------------------------------- | ----------------- | ------------------ |
| Rivas Ecópolis                  | Rivas-Vaciamadrid | Campeón            |
| Perfumerías Avenida             | Salamanca         | Subcampeón         |
| Spar Uni Girona                 | Gerona            | 3.º                |
| Cadí ICG Software               | Seo de Urgel      | 4.º                |
| Beroil-Ciudad de Burgos         | Burgos            | 5.º                |
| Gran Canaria 2014               | Las Palmas        | 7.º                |
| Alimentos de Zamora             | Zamora            | 8.º                |
| Embutidos Pajariel Bembibre PDM | Bembibre          | 10.º               |
| Club Baloncesto Conquero        | Huelva            | 11.º               |
| Gipuzkoa UPV/EHU                | San Sebastián     | Campeonas LF2      |
| Bizkaia GDKO                    | Galdácano         | Subcampeonas LF2   |
| Mann-Filter                     | Zaragoza          | Finalistas LF2     |

## Formato de competición
Los 12 equipos juegan todos contra todos a doble vuelta. Los tres primeros equipos clasificados al final de la primera vuelta junto con el anfitrión juegan la Copa de la Reina. Si el anfitrión termina entre los tres primeros, el cuarto clasificado de la liga la jugará también.
Después de la temporada regular, los cuatro primeros equipos se clasifican para playoffs, jugando semifinales y final al mejor de tres partidos. Los dos últimos equipos descienden a Liga Femenina 2.

## Detalles de la competición liguera

### Clasificación de la liga regular
| Pos. | Equipo                          | PJ | G  | P  | PF   | PC   | DP   | Pts | Clasificación o descenso           |
| ---- | ------------------------------- | -- | -- | -- | ---- | ---- | ---- | --- | ---------------------------------- |
| 1    | Perfumerías Avenida             | 22 | 18 | 4  | 1655 | 1311 | +344 | 40  | Clasifican a los Playoffs          |
| 2    | Rivas Ecópolis                  | 22 | 17 | 5  | 1544 | 1275 | +269 | 39  | Clasifican a los Playoffs          |
| 3    | Gran Canaria 2014               | 22 | 13 | 9  | 1560 | 1586 | −26  | 35  | Clasifican a los Playoffs          |
| 4    | Embutidos Pajariel Bembibre PDM | 22 | 12 | 10 | 1387 | 1419 | −32  | 34  | Clasifican a los Playoffs          |
| 5    | Spar Uni Girona                 | 22 | 11 | 11 | 1418 | 1440 | −22  | 33  |                                    |
| 6    | Beroil-Ciudad de Burgos         | 22 | 11 | 11 | 1267 | 1300 | −33  | 33  | Descenso a LF2                     |
| 7    | Cadí ICG Software               | 22 | 10 | 12 | 1334 | 1360 | −26  | 32  |                                    |
| 8    | Gipuzkoa UPV                    | 22 | 10 | 12 | 1367 | 1463 | −96  | 32  |                                    |
| 9    | Mann-Filter                     | 22 | 9  | 13 | 1408 | 1507 | −99  | 31  |                                    |
| 10   | Club Baloncesto Conquero        | 22 | 9  | 13 | 1310 | 1366 | −56  | 31  |                                    |
| 11   | Alimentos de Zamora             | 22 | 6  | 16 | 1386 | 1474 | −88  | 28  | Mantiene la categoría por vacantes |
| 12   | Bizkaia GDKO                    | 22 | 6  | 16 | 1261 | 1396 | −135 | 28  | Descenso a LF2                     |

 Fuente: FEB

### Tabla de resultados cruzados
| Local \ Visitante               | ZAM   | BUR   | IBA   | CAD   | CON   | BEM   | GIP   | GCA   | MAN   | AVE   | RIV   | GIR   |
| ------------------------------- | ----- | ----- | ----- | ----- | ----- | ----- | ----- | ----- | ----- | ----- | ----- | ----- |
| Alimentos de Zamora             | —     | 70–64 | 65–43 | 52–56 | 53–79 | 55–60 | 62–69 | 65–73 | 63–53 | 68–92 | 58–88 | 70–63 |
| Beroil-Ciudad de Burgos         | 52–82 | —     | 72–53 | 41–42 | 50–58 | 59–51 | 54–56 | 57–42 | 60–50 | 40–80 | 59–51 | 57–52 |
| Bizkaia GDKO                    | 67–64 | 48–52 | —     | 71–65 | 53–41 | 81–47 | 48–63 | 64–73 | 46–51 | 36–63 | 55–48 | 63–72 |
| Cadí La Seu                     | 56–70 | 64–51 | 51–65 | —     | 75–57 | 59–62 | 71–53 | 71–76 | 62–59 | 70–83 | 59–64 | 67–41 |
| Club Baloncesto Conquero        | 64–57 | 54–57 | 66–60 | 61–70 | —     | 48–64 | 60–54 | 64–48 | 51–52 | 62–59 | 58–64 | 64–70 |
| Embutidos Pajariel Bembibre PDM | 75–70 | 59–65 | 70–63 | 61–53 | 63–42 | —     | 66–57 | 75–77 | 69–56 | 68–71 | 38–79 | 56–63 |
| IDK Gipuzkoa                    | 67–62 | 67–71 | 69–51 | 53–63 | 61–81 | 78–74 | —     | 63–72 | 66–60 | 73–76 | 73–61 | 67–63 |
| Gran Canaria 2014               | 61–57 | 52–85 | 86–79 | 89–61 | 70–62 | 77–93 | 67–78 | —     | 86–63 | 73–63 | 75–79 | 76–80 |
| Mann-Filter Casablanca          | 64–55 | 70–66 | 68–66 | 71–69 | 72–61 | 56–65 | 83–42 | 83–84 | —     | 71–77 | 63–79 | 76–90 |
| Perfumerías Avenida             | 74–65 | 72–54 | 70–42 | 65–46 | 85–64 | 75–76 | 63–47 | 74–77 | 90–51 | —     | 73–62 | 91–42 |
| Rivas Ecópolis                  | 74–54 | 72–61 | 74–56 | 75–53 | 71–52 | 73–40 | 70–50 | 98–62 | 73–45 | 65–73 | —     | 61–59 |
| Spar CityLift Girona            | 80–69 | 55–40 | 66–51 | 40–51 | 58–61 | 62–55 | 85–61 | 72–64 | 87–91 | 59–86 | 59–63 | —     |

### Evolución en la clasificación
La tabla muestra las posiciones de cada equipo al término de cada jornada. 
| Equipo ╲ Jornada                | 1                   | 2  | 3  | 4  | 5  | 6  | 7  | 8  | 9  | 10 | 11 | 12 | 13 | 14 | 15 | 16 | 17 | 18 | 19 | 20 | 21 | 22 |    |
| ------------------------------- | ------------------- | -- | -- | -- | -- | -- | -- | -- | -- | -- | -- | -- | -- | -- | -- | -- | -- | -- | -- | -- | -- | -- | -- |
| Equipo ╲ Jornada                | Alimentos de Zamora | 12 | 12 | 12 | 12 | 11 | 11 | 11 | 11 | 11 | 12 | 12 | 12 | 12 | 12 | 12 | 11 | 11 | 12 | 11 | 11 | 11 | 11 |
| Beroil-Ciudad de Burgos         | 11                  | 10 | 8  | 7  | 7  | 6  | 6  | 4  | 4  | 4  | 4  | 6  | 4  | 4  | 5  | 6  | 4  | 4  | 4  | 5  | 6  | 6  |    |
| Bizkaia GDKO                    | 5                   | 6  | 7  | 9  | 12 | 12 | 12 | 12 | 12 | 11 | 11 | 11 | 11 | 11 | 11 | 12 | 12 | 11 | 12 | 12 | 12 | 12 |    |
| Cadí ICG Software               | 8                   | 5  | 3  | 5  | 5  | 9  | 5  | 8  | 9  | 8  | 6  | 8  | 6  | 8  | 8  | 7  | 8  | 8  | 8  | 9  | 8  | 7  |    |
| Club Baloncesto Conquero        | 6                   | 4  | 6  | 8  | 9  | 8  | 8  | 9  | 10 | 9  | 7  | 9  | 9  | 9  | 9  | 10 | 10 | 10 | 10 | 10 | 10 | 10 |    |
| Embutidos Pajariel Bembibre PDM | 3                   | 8  | 5  | 4  | 4  | 5  | 4  | 7  | 6  | 6  | 9  | 4  | 5  | 6  | 6  | 4  | 6  | 7  | 5  | 7  | 5  | 4  |    |
| Gipuzkoa UPV/EHU                | 9                   | 7  | 10 | 6  | 8  | 7  | 7  | 5  | 7  | 10 | 10 | 10 | 10 | 10 | 10 | 9  | 7  | 5  | 7  | 6  | 7  | 8  |    |
| Gran Canaria 2014               | 4                   | 3  | 4  | 3  | 3  | 3  | 3  | 3  | 3  | 2  | 3  | 3  | 3  | 3  | 3  | 3  | 3  | 3  | 3  | 3  | 3  | 3  |    |
| Mann-Filter                     | 10                  | 9  | 11 | 11 | 10 | 10 | 10 | 10 | 8  | 7  | 5  | 5  | 7  | 7  | 7  | 8  | 9  | 9  | 9  | 8  | 9  | 9  |    |
| Perfumerías Avenida             | 2                   | 2  | 2  | 1  | 1  | 2  | 2  | 1  | 1  | 1  | 1  | 1  | 1  | 1  | 1  | 1  | 1  | 1  | 1  | 1  | 1  | 1  |    |
| Rivas Ecópolis                  | 1                   | 1  | 1  | 2  | 2  | 1  | 1  | 2  | 2  | 3  | 2  | 2  | 2  | 2  | 2  | 2  | 2  | 2  | 2  | 2  | 2  | 2  |    |
| Spar Uni Girona                 | 7                   | 11 | 9  | 10 | 6  | 4  | 9  | 6  | 5  | 5  | 8  | 7  | 8  | 5  | 4  | 5  | 5  | 6  | 6  | 4  | 4  | 5  |    |

## Play Off por el título
|  | Semifinales                     | Semifinales                     | Semifinales    |                |                     | Final               | Final | Final |  |
|  |                                 |                                 |                |                |                     |                     |       |       |  |
|  |                                 |                                 |                |                |                     |                     |       |       |  |
|  | Perfumerías Avenida             | Perfumerías Avenida             | 2              |                |                     |                     |       |       |  |
|  | Perfumerías Avenida             | Perfumerías Avenida             | 2              |                |                     |                     |       |       |  |
|  | Embutidos Pajariel Bembibre PDM | Embutidos Pajariel Bembibre PDM | 1              |                |                     |                     |       |       |  |
|  | Embutidos Pajariel Bembibre PDM | Embutidos Pajariel Bembibre PDM | 1              |                | Perfumerías Avenida | Perfumerías Avenida | 1     |       |  |
|  |                                 |                                 |                |                | Perfumerías Avenida | Perfumerías Avenida | 1     |       |  |
|  |                                 |                                 | Rivas Ecópolis | Rivas Ecópolis | 2                   |                     |       |       |  |
|  | Rivas Ecópolis                  | Rivas Ecópolis                  | Rivas Ecópolis | Rivas Ecópolis | 2                   | 2                   |       |       |  |
|  | Rivas Ecópolis                  | Rivas Ecópolis                  |                |                |                     | 2                   |       |       |  |
|  | Gran Canaria 2014               | Gran Canaria 2014               | 1              |                |                     |                     |       |       |  |
|  | Gran Canaria 2014               | Gran Canaria 2014               | 1              |                |                     |                     |       |       |  |
|  |                                 |                                 |                |                |                     |                     |       |       |  |

### Semifinales
| Equipo 1                | Series | Equipo 2                            | 1.er partido | 2.º partido | 3.er partido |
| ----------------------- | ------ | ----------------------------------- | ------------ | ----------- | ------------ |
| (1) Perfumerías Avenida | 2–1    | Embutidos Pajariel Bembibre PDM (4) | 72–69        | 65–68       | 92–54        |
| (2) Rivas Ecópolis      | 2–1    | Gran Canaria 2014 (3)               | 74–75        | 62–57       | 72–52        |

Partido 1
| 5 de abril de 2014                      | Perfumerías Avenida                                        | 72–69                                | Embutidos Pajariel Bembibre PDM                      | Salamanca                                                                                                |  |  |
| 18:00                                   | Parciales: 22–17, 19–23, 22–15, 9–14                       | Parciales: 22–17, 19–23, 22–15, 9–14 | Parciales: 22–17, 19–23, 22–15, 9–14                 | |  |  |
|                                         | Estadísticas Robinson 19 Robinson 20 Xargay 10 Robinson 36 | Reporte Pts Reb Asts Val             | Estadísticas 18 Buch 10 Montenegro 3 Buch 15 Dennett | Pabellón: Pabellón municipal de Würzburg Árbitros: Miguel Ángel Garmendia Zorita Martín Caballero Madrid |  |  |
| Perfumerías Avenida lidera la serie 1-0 |                                                            |                                      |                                                      | |  |  |
|                                         |                                                            |                                      |                                                      | |  |  |

| 5 de abril de 2014                    | Rivas Ecópolis                                                      | 74–75                                 | Gran Canaria 2014                              | Rivas-Vaciamadrid |  |  |
| 16:00                                 | Parciales: 30–21, 15–19, 14–18, 15–17                               | Parciales: 30–21, 15–19, 14–18, 15–17 | Parciales: 30–21, 15–19, 14–18, 15–17          | |  |  |
|                                       | Estadísticas Eldebrink 25 Nicholls 14 tres jugadoras 4 Eldebrink 28 | Reporte Pts Reb Asts Val              | Estadísticas 18 Ndour 11 Ndour 7 Díaz 23 Ndour | Pabellón: Polideportivo Municipal Cerro del Telégrafo Árbitros: Juan Gabriel Carpallo Miguélez Juan Alberto Pinela García |  |  |
| Gran Canaria 2014 lidera la serie 1-0 |                                                                     |                                       |                                                | |  |  |
|                                       |                                                                     |                                       |                                                | |  |  |

Partido 2
| 10 de abril de 2014 | Embutidos Pajariel Bembibre PDM                                   | 68–65                                 | Perfumerías Avenida                                   | Bembibre                                                                                 |  |  |
| 20:30               | Parciales: 21–18, 19–20, 15–14, 13–13                             | Parciales: 21–18, 19–20, 15–14, 13–13 | Parciales: 21–18, 19–20, 15–14, 13–13                 |                                                                                          |  |  |
|                     | Estadísticas Gómez 21 Gómez, Montenegro 10 Gómez, Buch 5 Gómez 32 | Reporte Pts Reb Asts Val              | Estadísticas 22 Murphy 13 Robinson 3 Xargay 24 Murphy | Pabellón: Bembibre Arena Árbitros: Ángel de Lucas de Lucas Francisco Javier Bravo Loroño |  |  |
| Serie empatada 1-1  |                                                                   |                                       |                                                       |                                                                                          |  |  |
|                     |                                                                   |                                       |                                                       |                                                                                          |  |  |

| 8 de abril de 2014 | Gran Canaria 2014                             | 57–62                                 | Rivas Ecópolis                                                 | Las Palmas de Gran Canaria                                                                            |  |  |
| 19:45              | Parciales: 10–14, 12–14, 18–14, 17–20         | Parciales: 10–14, 12–14, 18–14, 17–20 | Parciales: 10–14, 12–14, 18–14, 17–20                          | |  |  |
|                    | Estadísticas Díaz 18 Ndour 14 Díaz 5 Ndour 20 | Reporte Pts Reb Asts Val              | Estadísticas 14 Eldebrink 9 Eldebrink 4 Eldebrink 16 Eldebrink | Pabellón: Pabellón Polideportivo La Paterna Árbitros: Alberto Sánchez Ardid Carlos Javier García León |  |  |
| Serie empatada 1-1 |                                               |                                       |                                                                | |  |  |
|                    |                                               |                                       |                                                                | |  |  |

Partido 3
| 12 de abril de 2014                   | Perfumerías Avenida                                          | 92–54                               | Embutidos Pajariel Bembibre PDM                          | Salamanca                                                                                          |  |  |
| 18:00                                 | Parciales: 29–14, 21–23, 25–8, 17–9                          | Parciales: 29–14, 21–23, 25–8, 17–9 | Parciales: 29–14, 21–23, 25–8, 17–9                      | |  |  |
|                                       | Estadísticas Robinson 23 Robinson 14 Rodríguez 6 Robinson 39 | Reporte Pts Reb Asts Val            | Estadísticas 17 Montenegro 6 Gómez 4 Gómez 11 Montenegro | Pabellón: Pabellón municipal de Würzburg Árbitros: Germán Morales Ruiz Jesús Marcos Martínez Prada |  |  |
| Perfumerías Avenida gana la serie 2-1 |                                                              |                                     |                                                          | |  |  |
|                                       |                                                              |                                     |                                                          | |  |  |

| 12 de abril de 2014              | Rivas Ecópolis                                            | 72–52                                | Gran Canaria 2014                                          | Rivas-Vaciamadrid                                                                                                 |  |  |
| 13:00                            | Parciales: 15–10, 27–13, 17–6, 13–23                      | Parciales: 15–10, 27–13, 17–6, 13–23 | Parciales: 15–10, 27–13, 17–6, 13–23                       | |  |  |
|                                  | Estadísticas Allison 15 Nicholls 8 Eldebrink 5 Allison 15 | Reporte Pts Reb Asts Val             | Estadísticas 12 tres jugadoras 12 Ndour 3 Díaz 11 Chambers | Pabellón: Polideportivo Municipal Cerro del Telégrafo Árbitros: José María Terreros San Miguel Jorge Muñoz García |  |  |
| Rivas Ecópolis gana la serie 2-1 |                                                           |                                      |                                                            | |  |  |
|                                  |                                                           |                                      |                                                            | |  |  |

### Final
| Equipo 1                | Series | Equipo 2           | 1.er partido | 2.º partido | 3.er partido |
| ----------------------- | ------ | ------------------ | ------------ | ----------- | ------------ |
| (1) Perfumerías Avenida | 0–2    | Rivas Ecópolis (2) | 47–61        | 59–62       | —            |

Partido 1
| 21 de abril de 2014                | Perfumerías Avenida                                       | 47–61                                | Rivas Ecópolis                                             | Salamanca                                                                                     |  |  |
| 20:30                              | Parciales: 15–14, 15–20, 6–15, 11–12                      | Parciales: 15–14, 15–20, 6–15, 11–12 | Parciales: 15–14, 15–20, 6–15, 11–12                       |                                                                                               |  |  |
|                                    | Estadísticas Robinson 19 Robinson 15 Xargay 6 Robinson 24 | Reporte Pts Reb Asts Val             | Estadísticas 18 Allison 10 Nicholls 4 Eldebrink 20 Allison | Pabellón: Pabellón municipal de Würzburg Árbitros: José Antonio Pagán Baró Susana Gómez López |  |  |
| Rivas Ecópolis lidera la serie 1-0 |                                                           |                                      |                                                            |                                                                                               |  |  |
|                                    |                                                           |                                      |                                                            |                                                                                               |  |  |

Partido 2
| 26 de abril de 2014              | Rivas Ecópolis                                             | 62–59                                 | Perfumerías Avenida                                   | Rivas-Vaciamadrid                                                                                     |  |  |
| 21:00                            | Parciales: 21–20, 17–12, 12–14, 12–13                      | Parciales: 21–20, 17–12, 12–14, 12–13 | Parciales: 21–20, 17–12, 12–14, 12–13                 | |  |  |
|                                  | Estadísticas Nicholls 16 Nicholls 10 Bermejo 5 Nicholls 29 | Reporte Pts Reb Asts Val              | Estadísticas 17 Robinson 10 Murhpy 3 Murphy 21 Murphy | Pabellón: Polideportivo Municipal Cerro del Telégrafo Árbitros: Germán Morales Ruiz Víctor Mas Cagide |  |  |
| Rivas Ecópolis gana la serie 2-0 |                                                            |                                       |                                                       | |  |  |
|                                  |                                                            |                                       |                                                       | |  |  |

## Postemporada
- Campeonas de la Liga Femenina 2013-14: Rivas Ecópolis (1er título).
- Campeonas de la Copa de la Reina 2014: Perfumerías Avenida (4º título).
- Campeonas de la Supercopa 2013: Perfumerías Avenida (4º título).
- Clasificadas para Euroliga 2014-15: Perfumerías Avenida.
- Clasificadas para Eurocup 2014-15: ningún equipo participa en esta competición la siguiente temporada.
- Descendidas a Liga Femenina 2 2014-15:  Bizkaia GDKO y Beroil-Ciudad de Burgos (por renuncia).[2]
- Ascendidas de Liga Femenina 2 2013-14 (ascienden 4 equipos por ampliación de 12 a 14 equipos):  Gernika Bizkaia, CB Al-Qázeres, Campus Promete y Universitario de Ferrol.